# Хелоуин 4: Завръщането на Майкъл Майърс
„Хелоуин 4: Завръщането на Майкъл Майърс“ (на английски: Halloween 4: The Return of Michael Myers) е американски слашър филм на ужасите от 1988 г.

## Актьорски състав
- Доналд Плийзънс – д-р Самюъл Лумис
- Ели Корнел – Рейчъл Карутърс
- Даниъл Харис – Джейми Лойд
- Майкъл Патаки – д-р Хофмън
- Джордж Уилбър – Майкъл Майърс